# The Procussions
The Procussions ist eine US-amerikanische Rap-Crew aus Los Angeles, bestehend aus den Gründungsmitgliedern Mr. J. Medeiros und Stro (the 89th Key) Elliot. Sie wurde im Jahr 1998 gegründet und standen zwischenzeitlich bei Rawkus Records unter Vertrag.

## Geschichte

### Anfänge
Die Rap-Band formierte sich 1998 in Colorado Springs, nachdem zwei gegnerische Breakdance-Gruppen bei einem Battle gegeneinander antraten. Die Gruppe vereinigte sich kurz darauf zu einer Breakdance-Gruppe namens The Procussions. Beim Auftritt in der University of Colorado erlangten sie die Aufmerksamkeit von Mike „Adict“ Merriman, der später als ihr Producer ihr erstes Album Iron Sharpens Iron veröffentlichten sollte.
Weitere Breakdance-Auftritte erfolgten gemeinsam für etwa zwei Jahre, bis das Mitglied Qq bei einer Aufführung kollabierte und sich eine Multiple Sklerose zuzog. Er schied daraufhin aus der Crew aus. Sie erlangten weitere Bekanntheit als Vorband bei Auftritten von Run-DMC, The Pharcyde und Common. Ihre Singles All That It Takes und Leave Her Alone wurden von ABB Records veröffentlicht. All That It Takes erreichte Platz 9 in den College Music Journal hip hop charts. Die Single Leave Her Alone erreichte Platz 4 in den Rap Attack DJ charts.

### Trennung 2008
Anfang 2008 gaben die Bandmitglieder bekannt, sich zu trennen. Ein Grund dafür war, sich mehr der Solokarriere widmen zu wollen. Kurz darauf veröffentlichte Mr. J. sein erstes Soloalbum Of Gods and Girls bei Rawkus Records. Stro Elliot arbeitete weiterhin als unabhängiger Musikproduzent.

### Comeback 2012
Nach mehreren Anfragen von Fans vereinigten sich die beiden verbliebenen Hauptmitglieder Stro Elliot und Mr. J. für ein Konzert in Colorado. Kurz darauf gaben sie bekannt, ein gemeinsames Album produzieren zu wollen. Die ersten fünf Lieder von The Procussions EP wurden am 24. April 2013 veröffentlicht. Unter anderem wurde mit Talib Kweli zusammengearbeitet. Das gleichnamige Album erschien als Eigenproduktion am 24. September 2013. Nach der Veröffentlichung sind beide in Europa auf Tour gegangen.

## Diskografie

### Studioalben
| Titel                  | Anmerkungen                                                     |
| ---------------------- | --------------------------------------------------------------- |
| As Iron Sharpens Iron  | - Erstveröffentlichung: 28. Oktober 2003 - Label: Basementalism |
| 5 Sparrows for 2 Cents | - Erstveröffentlichung: 30. Mai 2006 - Label: Rawkus Records    |
| As Iron Sharpens Iron  | - Erstveröffentlichung: 28. Oktober 2003 - Label: Eigenvertrieb |

### EPs
| Titel              | Anmerkungen                                                   |
| ------------------ | ------------------------------------------------------------- |
| Up All Night       | - Erstveröffentlichung: 20. September 2004 - Label: Miclife   |
| The Procussions EP | - Erstveröffentlichung: 24. April 2013 - Label: Eigenvertrieb |

### Singles
| Titel                                         | Album                  |
| --------------------------------------------- | ---------------------- |
| Leave Her Alone All That It Takes Celebration | As Iron Sharpens Iron  |
| The Storm Miss January                        | 5 Sparrows for 2 Cents |
| Today The Fringe On A Mountain                | The Procussions        |